# Horizontes de grandeza
Horizontes de grandeza (The Big Country) es una película estadounidense de 1958 del género western, basada en la novela homónima escrita por Donald Hamilton a partir de su cuento Ambush at Blanco Canyon y publicada por entregas en 1957 en The Saturday Evening Post con el mismo título del cuento.
La película fue dirigida por William Wyler y contó con Gregory Peck como actor principal y con la producción de ambos y de Robert Wyler.   
La cinta contó con un gran elenco integrado por destacados artistas como Burl Ives, Charlton Heston, Jean Simmons, Carroll Baker, Charles Bickford, Chuck Connors y Alfonso Bedoya. 
Burl Ives ganó un Oscar al mejor actor de reparto, así como un Globo de Oro. Además, la película tuvo otra candidatura al premio Oscar a la mejor música, por el trabajo del compositor y director de orquesta Jerome Moross.

## Argumento
Un refinado hombre del este, el capitán de barco retirado James McKay (Gregory Peck), llega al profundo oeste a conocer a la familia de su prometida, Patricia Terrill (Carroll Baker). Contra su voluntad, McKay se hallará inmerso en las disputas entre su futuro suegro, Henry Terrill (Charles Bickford), a quien todos llaman «El Mayor», y el patriarca de una familia rival, Rufus Hannassey (Burl Ives), por el control de unas tierras por las que cruza un río que provee el agua indispensable para sus respectivos ranchos, tierras que  son propiedad de la profesora y amiga de Patricia, Julie Maragon (Jean Simmons). McKay también verá cómo choca inevitablemente su mentalidad del este con la de su prometida, cuando le corresponda responder a las provocaciones de parte del capataz de Terril, Steve Leech (Charlton Heston), y del hijo de Hannassey, Buck (Chuck Connors).

## Reparto
- Gregory Peck como James McKay
- Jean Simmons como Julie Maragon
- Carroll Baker como Patricia Terrill
- Charlton Heston como Steve Leech
- Burl Ives como Rufus Hannassey
- Charles Bickford como Maj. Henry Terrill
- Alfonso Bedoya como Ramón Gutiérrez
- Chuck Connors como Buck Hannassey
- Chuck Hayward como Rafe Hannassey
- Buff Brady como Dude Hannassey
- Jim Burk como Blackie / Cracker Hannassey
- Dorothy Adams como Hannassey Woman
- Chuck Roberson como Terrill Cowboy
- Bob Morgan como Terrill Cowboy
- John McKee como Terrill Cowboy
- Peter Lawman como Terrill Cowboy